# Bernard Palissy
Bernard Palissy (Agen, 1510 - Parijs, 1590) was een Frans pottenbakker en pionier van keramiek- en glazuurtechnieken. Palissy was tevens wetenschapper, glazenier, schrijver en kunstschilder. 
Hij was hugenoot en werd hiervoor in de Parijse Bastille opgesloten, waar hij van ontbering gestorven zou zijn. Hij liet een vrouw en zes kinderen na.
Palissy is onder andere bekend van het ontwikkelen van het witte email dat veel voor wijzerplaten van zakhorloges en klokken is gebruikt. Hieraan besteedde hij maar liefst zestien jaar van experimenten, wat ook veel nieuwe kennis van gerelateerde technieken opleverde. Uiteindelijk werd hij zo rijk en beroemd dat koning Karel IX hem benoemde tot "keramist des konings". Hij kreeg van de koning de werkplaats de Tuileries waar later het gelijknamige paleis is gebouwd.
Vanwege het aanvankelijk uitblijven van succes, en de armoede die daarvan het gevolg was, stookte hij zijn ovens soms met zijn meubilair, en naar verluidt zelfs de vloerplanken van zijn huis.
- Biblioteca Nacional de España: XX1319158
- Bibliothèque nationale de France: cb120417891 (data)
- Catàleg d'autoritats de noms i títols de Catalunya: 981058515885806706
- CiNii: DA02925819
- Stuttgart Database of Scientific Illustrators 1450–1950: 6456
- Gemeinsame Normdatei: 118789325
- International Standard Name Identifier: 0000 0001 1028 5271
- KulturNav: a72425dd-e133-4a85-a265-b20575b6429e
- Library of Congress Control Number: n85830104
- Bibliotheek van het Japanse parlement: 00472689
- National Gallery of Victoria: 15105
- Nationale Bibliotheek van Tsjechië: jn20000720216
- Nationale bibliotheek van Australië: 35768728
- Nationale Bibliotheek van Israël: 987007280009805171
- Nederlandse Thesaurus van Auteursnamen: 070881545
- RKD-Nederlands Instituut voor Kunstgeschiedenis: 312983
- LIBRIS: 316457
- SNAC: w6h14dqq
- Système universitaire de documentation: 027271862
- Trove: 1078793
- Union List of Artist Names: 500027684
- Virtual International Authority File: 66485061
- WorldCat: E39PBJq6Y96t4Qr3G4P7wFxCcP